# Mischonyx holacanthus
Mischonyx holacanthus is een hooiwagen uit de familie Gonyleptidae.